# Het Twiske (rivier)

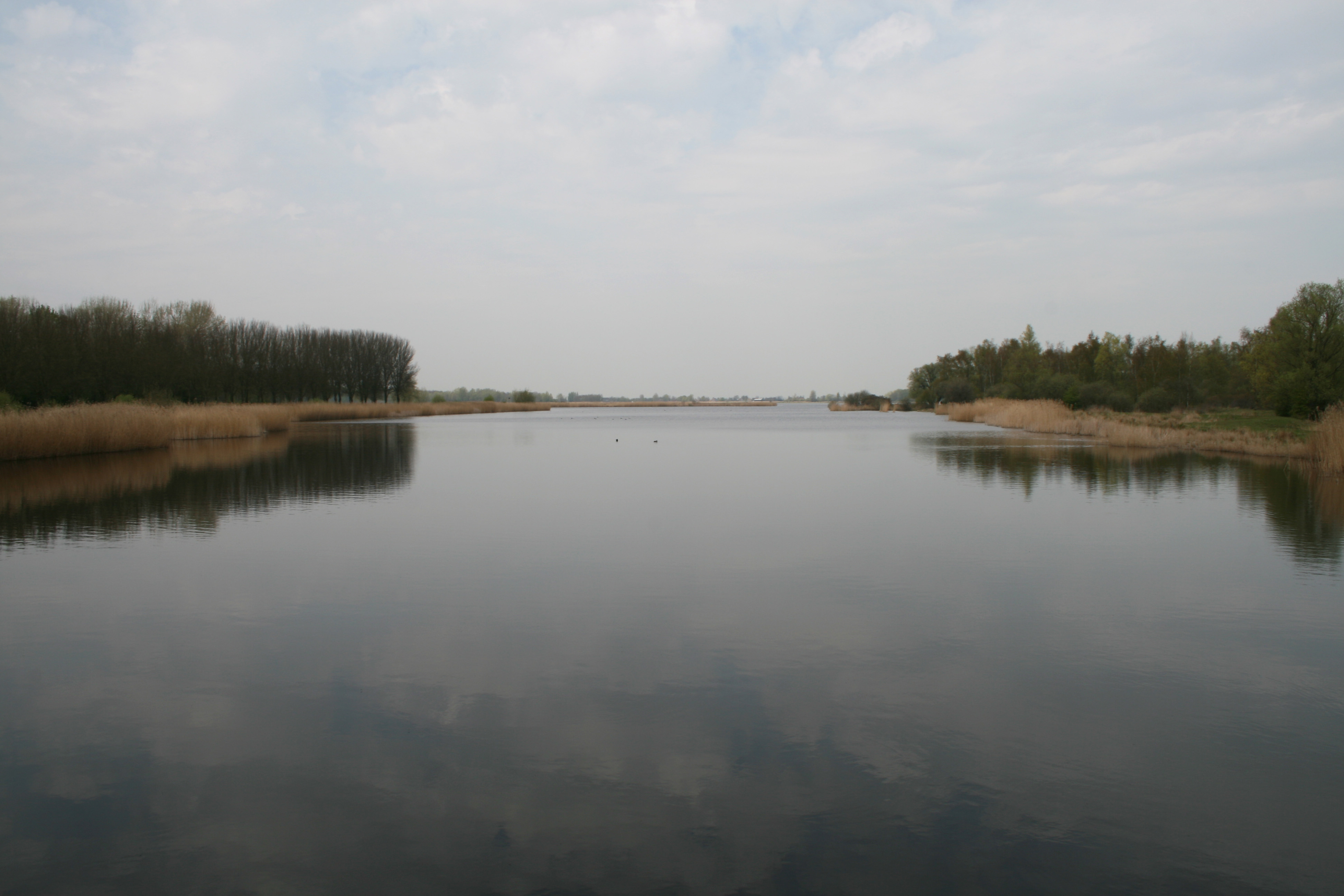
Rivier Het Twiske.

Het Twiske is een oorspronkelijk zijriviertje van het IJ en loopt ten noordwesten van Amsterdam. De naam Twiske komt uit het West-Fries en betekent "tussen".
Het veenriviertje staat al aangegeven op een kaart van 1288 en liep oorspronkelijk van het toenmalige Wormermeer tot aan het de noordelijke oever het IJ. Bij de Oostzaner Overtoom, tegenwoordig de Twiskestraat in Kadoelen, mondde het riviertje uit in het IJ dat toen nog een smalle stroom door een groot veenmoeras was. Vanaf de 10de eeuw veranderde het veenmoeras langzamerhand en droogde uit waarmee een hoogveengebied ontstond dat geschikt werd voor landbouw. Door inklinking tot wel 1 centimeter per jaar verdroogde het gebied en werd het in de 20e eeuw afgegraven voor turf.
Door inpoldering van zowel het Wormermeer als het IJ werd het riviertje verkort en bleef alleen het middelste gedeelte over. Bij de Oostzaner Overtoom eindigde het riviertje bij de Oostzanerdijk. In het zuiden ontstond in 1877 na drooglegging van een deel van het IJ de Noorder IJpolder waar vanaf de jaren 1920 Tuindorp Oostzaan is verrezen.
Het restant van het riviertje loopt tegenwoordig van de Zuidwestplas ten zuiden van het recreatiegebied Het Twiske naar het zuiden en vormt de grens tussen Oostzaan en Landsmeer. Na de Rijksweg 10 ligt het riviertje sinds 1966 geheel in Amsterdam maar vormde tot die tijd ook de grens tussen Oostzaan en Landsmeer. Na Brug 2484 in de busbaan, Brug 372, die over het riviertje ligt en de Stentorstraat met de Adriaan Loosjesstraat verbindt, en Brug 363 over het Zuideinde loopt het riviertje over in een naamloos water ten westen van het Zuideinde.

## Achter Twiske
Het Achter Twiske is een waterloop van Ransdorp in het verlengde van de Weersloot en oostwaarts loopt en in het Kinselmeer uitkomt. Nabij het Kinselmeer kruist een fietspad over brug 2091 de waterloop. 